# 阿尔弗雷多·冈萨雷斯·弗洛雷斯
阿尔弗雷多·冈萨雷斯·弗洛雷斯（西班牙語：Alfredo González Flores，1877年6月15日—1962年12月28日），哥斯达黎加律师，第20任总统 。
1913年冈萨雷斯参加总统选举并在大选中获胜,并且于次年就职，他是哥斯达黎加第一位由直接选举产生的总统。
冈萨雷斯执政时期正值第一次世界大战，哥斯达黎加咖啡业急剧衰落，出口锐减，资本外逃严重。为应对危机、刺激工商业发展、提高财政收人，冈萨雷斯改革税制，征收各种直接税，提高咖啡出口税，他还提出“让穷人按穷人的标准纳税，富人按富人的标准纳税”的口号，对富人征收重税。此外，冈萨雷斯政府还在1915年成立国家银行以及乡村储蓄所，发行货币，笼络资本，改变了过去由私人银行控制金融的局面。

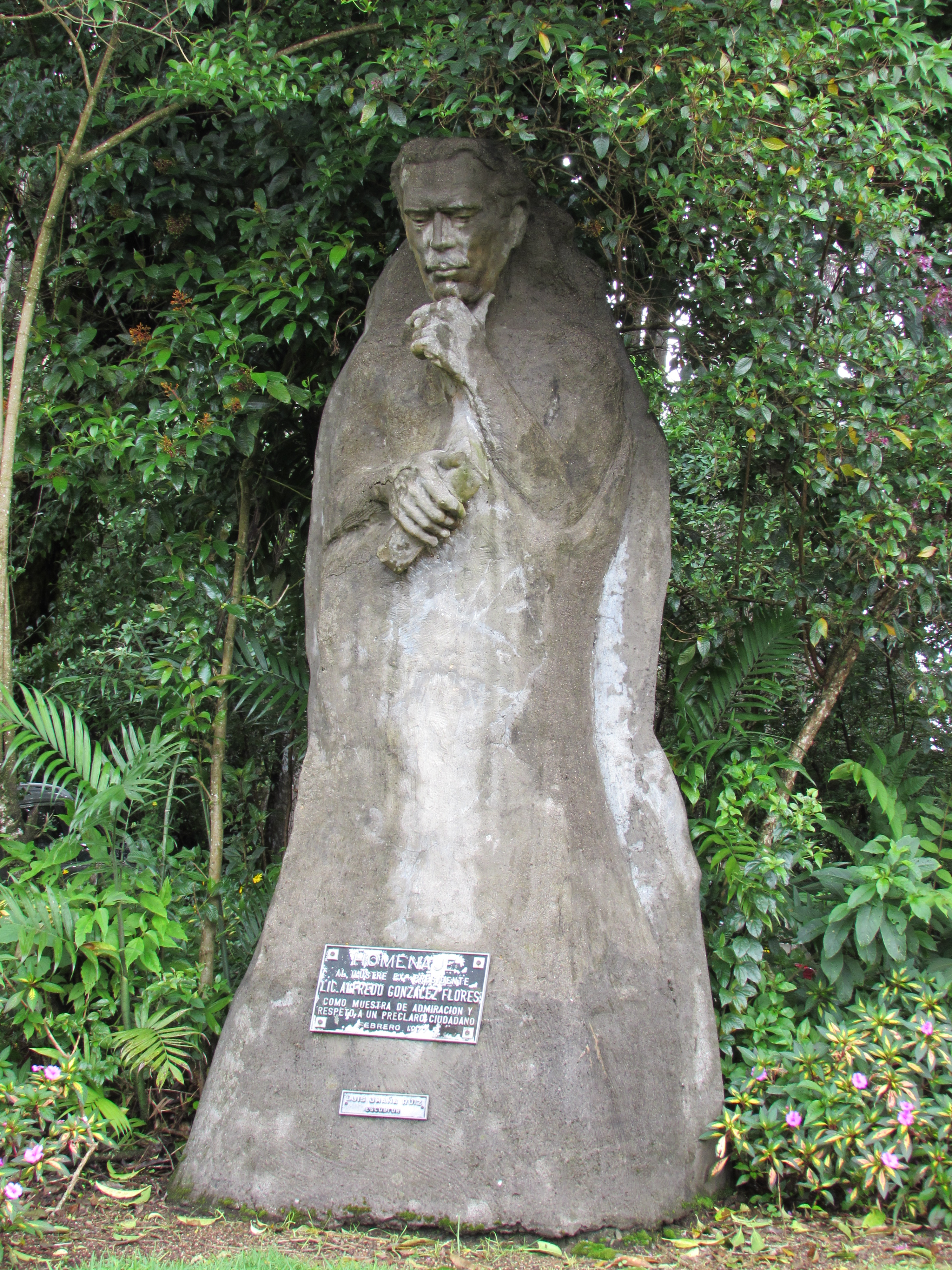
Statue in homage to Don Alfredo, ex-president of Costa Rica (1914-1917)

但是，冈萨雷斯的改革措施遭到了大地主的强烈反对，1917年1月27日，国防部长费德里科·蒂诺科·格拉纳多斯发动军事政变推翻了冈萨雷斯，他被迫流亡美国，直到蒂诺科下台后才得以回国，1954年，何塞·菲格雷斯·费雷尔授予他“国家英雄”的称号。